# باول كوبر
باول كوبر (بالإنجليزية: Paul Cooper)‏ (24 ديسمبر 1975 بدارلينغتون في المملكة المتحدة - ) هو لاعب كرة قدم بريطاني في مركز الوسط. لعب مع دارلينجتون إف سى.

## وصلات خارجية
- باول كوبر على موقع قاعدة بيانات كرة القدم.إي يو (الإنجليزية)
- باول كوبر على موقع قاعدة بيانات كرة القدم.إي يو (الإنجليزية)